# J. J. C. Smart
John Jamieson Carswell "Jack" Smart (16 de septiembre de 1920 – 6 de octubre de 2012) fue un filósofo australiano y académico y fue nombrado como Profesor Emérito de la Universidad Nacional de Australia. Trabajó en los campos de la metafísica, la filosofía de la ciencia, la filosofía de la mente, filosofía de la religión y la filosofía política.

## Carrera
Nacido en Cambridge, Inglaterra de padres escoceses, Smart comenzó su educación a nivel local, asistiendo a la Escuela Leys, una escuela que lleva internado independiente. Sus hermanos menores también se convirtieron en profesores: Alastair (1922–1992) fue profesor de Historia del Arte en la Universidad de Nottingham; Ninian fue profesor de Estudios Religiosos y un pionero en ese campo. Su padre, William Marshall Smart, era John Couch Adams astrónomo de la Universidad de Cambridge y más tarde Regius Profesor de Astronomía en Glasgow. En 1950, W. M. Smart era el presidente de la Real Sociedad Astronómica. En 1946, Jack Smart se graduó de la Universidad de Glasgow con una maestría, seguido por un BPhil de la Universidad de Oxford en 1948. Después trabajó como Investigador Junior en Corpus Christi College de Oxford durante dos años.
Llegó a Australia en agosto de 1950 para asumir la Cátedra de Filosofía en la Universidad de Adelaida, que ocupó desde 1950 hasta 1972. Después de veintidós años en Adelaida, se trasladó a la Universidad La Trobe donde fue Lector en Filosofía desde 1972 hasta 1976. Luego se trasladó a la Universidad Nacional de Australia donde fue profesor de filosofía en la Escuela de Ciencias Sociales de Investigación desde 1976 hasta su retiro en 1985, y donde se lleva a cabo la conferencia anual Jack Smart en su honor. Después de su retiro, fue profesor emérito en la Universidad de Monash.
Smart fue miembro de la Fundación de la Academia Australiana de Humanidades en su establecimiento en 1969. En 1990 fue galardonado como miembro de la División General de la Orden de Australia. [5] En 1991 fue elegido miembro honorario del Corpus Christi College de la Universidad de Oxford y, en 2010, elegido miembro honorario del Queen's College de Oxford.

## Metafísica
La principal contribución de Smart a la metafísica está en el área de la filosofía del tiempo. Ha sido un defensor influyente del perdurantismo.
Sus argumentos originales más importantes en esta área se refieren al paso del tiempo, que según él es una ilusión. Sostuvo que si el tiempo realmente pasa, entonces tendría sentido preguntar a qué velocidad pasa, pero esto requiere una segunda dimensión de tiempo con respecto a la cual se puede medir el paso del tiempo normal. Esto a su vez enfrenta los mismos problemas, por lo que debe haber una tercera dimensión de tiempo, y así sucesivamente. Esto se llama el argumento de la velocidad de paso.
Smart ha cambiado de opinión sobre la naturaleza y las causas de la ilusión del paso del tiempo. En la década de 1950, sostuvo que se debía al uso por parte de las personas del lenguaje temporal antropocéntrico. Más tarde abandonó esta explicación lingüística de la ilusión en favor de una explicación psicológica en términos del paso de los recuerdos de la memoria a corto plazo a la memoria a largo plazo.

## Filosofía de la mente
Respecto a la filosofía de la mente, Smart era un fisicalista. En la década de 1950, también fue uno de los creadores, con Ullin Place, de la teoría de la identidad mente-cerebro, que afirma que los estados mentales particulares son idénticos a los estados particulares del cerebro. Inicialmente, este punto de vista fue denominado "materialismo australiano" por sus detractores, en referencia al estereotipo de que los australianos tienen los pies en la tierra y son poco sofisticados.
La teoría de la identidad de Smart trató algunas objeciones extremadamente antiguas al fisicalismo comparando la tesis de identidad mente-cerebro con otras tesis de identidad bien conocidas de la ciencia, como la tesis de que el rayo es una descarga eléctrica, o que la estrella de la mañana es la estrella de la tarde. Aunque estas tesis de identidad dan lugar a acertijos como el rompecabezas de Gottlob Frege de estrella de la mañana - estrella de la tarde, en los casos científicos, algunos afirman que sería absurdo rechazar las tesis de identidad sobre esta base. Dado que las objeciones que enfrenta el fisicalismo son estrictamente análogos a las tesis de identidad científica, también sería absurdo rechazar el fisicalismo sobre la base de que da lugar a estas objeciones.

## Ética
En ética, Smart era defensor del utilitarismo. Específicamente, defendió el utilitarismo "extremo", en oposición al utilitarismo "restringido" o de las reglas. La distinción entre estos dos tipos de teoría ética se explica en su ensayo Extremely Restricted Utilitarianism.
Smart dio dos argumentos contra el utilitarismo de las reglas. De acuerdo con el primero, el utilitarismo de las reglas colapsa en el utilitarismo de los actos porque no hay un criterio adecuado sobre lo que se puede contar como una "regla". De acuerdo con el segundo, incluso si existiera tal criterio, la regla utilitaria estaría comprometida con la posición insostenible de preferir seguir una regla, incluso si fuera mejor que la regla se rompiera, lo que Smart llamó "adoración a la regla supersticiosa".
Otro aspecto de la teoría ética de Smart es su aceptación de una teoría de preferencia del bienestar, que contrasta con el hedonismo asociado con utilitaristas "clásicos" como Jeremy Bentham. La combinación de Smart de la teoría de las preferencias con el consecuencialismo a veces se llama "preferencia del utilitarismo".
Los argumentos de Smart contra el utilitarismo de las reglas han sido muy influyentes, contribuyendo a una disminución constante de su popularidad entre los especialistas en ética a fines del siglo XX. En todo el mundo, su defensa del utilitarismo de los actos y la teoría de las preferencias ha sido menos prominente, pero ha influido en los filósofos que han trabajado o han sido educados en Australia, como Frank Jackson, Philip Pettit y Peter Singer.
Una de las dos entradas de Smart en el Léxico Filosófico se refiere a su enfoque de las consecuencias del utilitarismo del acto: "engañar" a un oponente es "abrazar la conclusión del argumento de reductio ad absurdum del oponente". Este movimiento es más comúnmente llamado "morder la bala".